# Tevairai
Tevairai est un prénom d'origine polynésienne qui peut se traduire par "L'eau céleste". Vient des mots te qui signifie le, vai qui signifie eau et de rai qui signifie ciel.

## Personnalités portant ce prénom
- Pour l'ensemble des articles sur les personnes portant ce prénom, consulter :
  - la liste des articles dont le titre commence par ce prénom
  - les listes produites par Wikidata : Liste des personnes de prénom « Tevairai » — même liste en incluant les éventuels prénoms composés qui contiennent « Tevairai ».